# Carl Hans Sparre

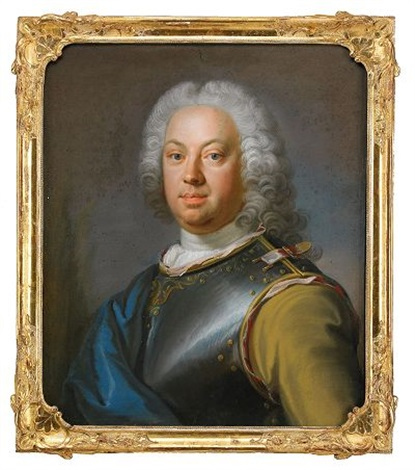
Sparre iklädd harnesk, kyller och blå mantel. Målning från ca 1750 av Gustaf Lundberg.

Carl Hans Sparre af Söfdeborg, född 11 april 1704, död 11 december 1770 i Karlskrona, var en svensk greve och amiral.

## Biografi
Carl Hans Sparre var son till överamiralen Claes Sparre och Sofia Lovisa Soop samt bror till amiralen Erik Arvid Sparre, direktören Rutger Axel Sparre och generallöjtnanten Johan Sparre. Han gifte sig 1739 med och skilde sig 1758 från Catharina Charlotta Lilliehöök af Fårdala (1709–1782).
Sparre var i brittisk tjänst 1721–1725 och besökte bland annat Newfoundland, Menorca, Guineakusten, Västindien och Kanarieöarna. I svensk tjänst blev han schoutbynacht 1748, viceamiral och chef för Göteborgseskadern 1749. Han utnämndes till amiral och amiralitetsråd 1754 och till president i Amiralitetskollegium 1759. Han kvarstod i den senare befattningen till sin död och efterträddes av sin bror Erik Arvid Sparre. År 1769 erbjöds han och brodern Erik Arvid att bli riksråd men båda avböjde.